# 王憲 (新)
王 憲（おう けん、? - 23年）は、中国の新代の武将。司隷弘農郡の人。

## 事跡
| 姓名         | 王憲                                        |
| 時代         | 新代                                        |
| 生没年       | 生年不詳 - 23年（更始元年）                 |
| 字・別号     | 〔不詳〕                                    |
| 出身地       | 司隷弘農郡                                  |
| 職官         | 弘農掾〔新〕→校尉〔更始〕 →漢大将軍〔自称〕 |
| 爵位・号等   | -                                           |
| 陣営・所属等 | 王莽→更始帝                                 |
| 家族・一族   | 〔不詳〕                                    |

新討伐に蜂起した群雄の一人である鄧曄配下の武将。当初、王憲は弘農掾の地位にあったが、地皇4年（23年）秋に鄧曄・于匡が析県（弘農郡）で蜂起するとその配下になったと見られる。鄧曄・于匡が、丞相司直李松らが率いる更始帝軍と合流し京師倉を攻撃すると、その間に王憲は鄧曄から校尉に任命された。王憲は別働隊として、周辺地域を掃討することになる。
まず王憲は、数百人の部隊を率いて北の渭河を渡河する。そして左馮翊へ進入し、各城を攻略、占領した。さらに北進したところ、頻陽県（左馮翊）に至るまでに、櫟陽（左馮翊万年県）の豪族申碭と下邽（左馮翊）の豪族王大などが次々と王憲に投降してきた。そして、天水郡の隗囂率いる軍が長安に向かっているという風聞を受けると、王憲は長安攻略の大功を立てようと進軍を開始する。
同年10月、王憲らが率いる部隊により長安は陥落した。王莽は漸台で商人の杜呉に殺され、校尉公賓就は王莽の首級を王憲に献上する。すると王憲は漢大将軍を称し、城内の10万の軍勢を自軍に加えた。また、王莽の後宮の女性たちや衣服・車馬・器物を独り占めし、御璽と天子の儀杖まで自分のものとしている。
それからまもなく李松・鄧曄らが率いる更始帝軍本隊が長安に入城し、更始帝配下の西屏大将軍申屠建・将軍趙萌もこれに合流する。しかし王憲は戦利品を独り占めし、御璽や儀杖を献上しようとしなかった。この様を見た申屠建・趙萌は、直ちに王憲を捕え、処刑してしまう。
ところが王憲の処刑により、三輔の官民は残らず粛清されるという風聞が飛んだ。このため、三輔各地で挙兵していた群雄や民衆は、恐慌から更始帝軍への反乱を頻発する。申屠建らはこれらを鎮圧できず、更始2年（24年）2月に更始帝が長安入りして大赦を布告するまで混乱は続いた。

## 関連記事
- 新末後漢初